# Četri krasti
Četri krasti (в переводе с латыш. — «Четыре берега») — альбом латышского коллектива Brainstorm, изданный в 2005 году лейблом «Brainstorm Records».

## Об альбоме
Četri krasti был записан в течение двух месяцев в Копенгагене. В него вошли десять оригинальных песен, две из которых на английском языке.
Četri krasti — первый альбом, записанный группой после гибели бас-гитариста Гундарса Маушевичса. Вместо него бас-партии в песнях исполнил Ингарс Вилюмс.
Летом 2005 года прошёл тур в поддержку альбома. Гала-концерт в Риге посетило более 40 000 человек.
Три песни из этого альбома вошли в первую десятку итогового латышского хит-парада за 2005 год. Četri krasti и заглавная песня, а также концертное видео получили приз Latvijas Mūzikas ierakstu gada balva в 2005 году. Альбом получил платину в Латвии, превысив число продаж 15 000.
В 2006 году была выпущена англоязычная версия альбома — Four Shores.

## Список композиций
1. «Četri krasti» — 4:38
2. «Pilots Tims» — 3:44
3. «Kur milzu kalni liekas mazi» — 4:53
4. «Tin Drums» — 3:41
5. «Purpur» — 3:47
6. «Rudens» — 3:49
7. «Tā nogurt var tikai no svētkiem» — 3:38
8. «Māsa nakts» — 3:32
9. «Sunrise (Deep In Hell)» — 3:26
10. «Lapsa» — 4:29

## Участники записи
- Ренарс Кауперс — вокал
- Каспарс Рога — ударные
- Янис Юбалтс — гитара
- Марис Михелсонс — клавишные
- Ингарс Вилюмс — бас-гитара
- Алекс Сильва — продюсер
- Антон Корбейн — фотографии